# Liga Națională de hochei
La Liga Națională de hochei (tradotto in italiano come Lega nazionale di Hockey) è il massimo campionato nazionale di hockey su ghiaccio in Romania ed è organizzato annualmente dalla Federația Română de Hochei.

## Albo d'oro
- 1924 Brașovia Brașov
- 1925 non disputato
- 1926 non disputato
- 1927 Hochei Club București
- 1928 Hochei Club București
- 1929 Hochei Club București
- 1930 Tenis Club București
- 1931 Tenis Club București
- 1932 Tenis Club București
- 1933 Tenis Club București
- 1934 Tenis Club București
- 1935 Tenis Club București
- 1936 Bragadiru București
- 1937 Telefon Club București
- 1938 Dragoș Vodă Cernăuți
- 1939 non disputato
- 1940 Rapid București
- 1941 Juventus București
- 1942 non disputato
- 1943 non disputato
- 1944 Venus București
- 1945 Juventus București
- 1946 Juventus București
- 1947 Ciocanul București
- 1948 non disputato
- 1949 SC Miercurea Ciuc
- 1950 RATA Târgu Mureș
- 1951 RATA Târgu Mureș
- 1952 Avântul Miercurea Ciuc
- 1953 Steaua București
- 1954 Știința Cluj
- 1955 Steaua București
- 1956 Steaua București
- 1957 Recolta Miercurea Ciuc
- 1958 Steaua București
- 1959 Steaua București
- 1960 Voința Miercurea Ciuc
- 1961 Steaua București
- 1962 Steaua București
- 1963 Voința Miercurea Ciuc
- 1964 Steaua București
- 1965 Steaua București
- 1966 Steaua București
- 1967 Steaua București
- 1968 Dinamo București
- 1969 Steaua București
- 1970 Steaua București
- 1971 Dinamo București
- 1972 Dinamo București
- 1973 Dinamo București

- 1974 Steaua București
- 1975 Steaua București
- 1976 Dinamo București
- 1977 Steaua București
- 1978 Steaua București
- 1979 Dinamo București
- 1980 Steaua București
- 1981 Dinamo București
- 1982 Steaua București
- 1983 Steaua București
- 1984 Steaua București
- 1985 Steaua București
- 1986 Steaua București
- 1987 Steaua București
- 1988 Steaua București
- 1989 Steaua București
- 1990 Steaua București
- 1991 Steaua București
- 1992 Steaua București
- 1993 Steaua București
- 1994 Steaua București
- 1995 Steaua București
- 1996 Steaua București
- 1997 SC Miercurea Ciuc
- 1998 Steaua București
- 1999 Steaua București
- 2000 SC Miercurea Ciuc
- 2001 Steaua București
- 2002 Steaua București
- 2003 Steaua București
- 2004 SC Miercurea Ciuc
- 2005 Steaua București
- 2006 Steaua București
- 2007 SC Miercurea Ciuc
- 2008 SC Miercurea Ciuc
- 2009 SC Miercurea Ciuc
- 2010 SC Miercurea Ciuc
- 2011 SC Miercurea Ciuc
- 2012 SC Miercurea Ciuc
- 2013 SC Miercurea Ciuc
- 2014 ASC Corona Brașov
- 2015 CSM Dunărea Galați
- 2016 CSM Dunărea Galați

## Vittorie per squadra
| Campionati | Squadra                     | Anno |
| ---------- | --------------------------- | --- |
| 40         | Steaua Rangers              | 1953, 1955, 1956, 1958, 1959, 1961, 1962, 1964, 1965, 1966, 1967, 1969, 1970, 1974, 1975, 1977, 1978, 1980, 1982, 1983, 1984, 1985, 1986, 1987, 1988, 1989, 1990, 1991, 1992, 1993, 1994, 1995, 1996, 1998, 1999, 2001, 2002, 2003, 2005, 2006 |
| 15         | SC Miercurea Ciuc           | 1949, 1952, 1957, 1960, 1963, 1997, 2000, 2004, 2007, 2008, 2009, 2010, 2011, 2012, 2013 |
| 7          | Dinamo București            | 1968, 1971, 1972, 1973, 1976, 1979, 1981 |
| 7          | Tenis Club București        | 1930, 1931, 1932, 1933, 1934, 1935, 1937 |
| 3          | HC București                | 1927, 1928, 1929 |
| 3          | HC Juventus București       | 1941, 1945, 1946 |
| 2          | Locomotiva RATA Târgu Mureș | 1950, 1951 |
| 2          | CSM Dunărea Galați          | 2015, 2016 |
| 1          | Brașovia Brașov             | 1924 |
| 1          | Dragoș Vodă Cernăuți        | 1938 |
| 1          | HC Bragadiru București      | 1936 |
| 1          | Rapid București             | 1940 |
| 1          | Știința Cluj                | 1954 |
| 1          | ASC Corona Brașov           | 2014 |